# Torneo di Wimbledon 1935
Il Torneo di Wimbledon 1935 è stata la 55ª edizione del Torneo di Wimbledon e terza prova stagionale dello Slam per il 1935. Si è giocato sui campi in erba dell'All England Lawn Tennis and Croquet Club di Wimbledon a Londra, in Gran Bretagna.

## Risultati

### Singolare maschile
Fred Perry ha battuto in finale  Gottfried von Cramm con il punteggio di 6–2 6–4 6–4.

### Singolare femminile
Helen Wills Moody ha battuto in finale  Helen Hull Jacobs con il punteggio di 6–3, 3–6, 7–5.

### Doppio maschile
Jack Crawford /  Adrian Quist hanno battuto in finale  Wilmer Allison /  John Van Ryn con il punteggio di 6–3, 5–7, 6–2, 5–7, 7–5.

### Doppio femminile
Freda James /  Kay Stammers hanno battuto in finale  Simonne Mathieu /  Hilde Sperling con il punteggio di 6–1, 6–4.

### Doppio misto
Dorothy Round Little /  Fred Perry hanno battuto in finale  Nell Hall Hopman /  Harry Hopman con il punteggio di 7–5, 4–6, 6–2.